# Georg Eisenlohr
Georg Eisenlohr (* 11. März 1887 in Reutlingen; † 27. März 1951 in Danzig) war ein deutscher Jurist zur Zeit des Nationalsozialismus.

## Leben
Eisenlohr studierte Rechtswissenschaften und promovierte 1914 zum Dr. jur.  Seit dem Wintersemester 1905/1906 war er Mitglied der Studentenverbindung A.V. Igel Tübingen. Zum 1. Mai 1933 trat Eisenlohr der NSDAP bei (Mitgliedsnummer 3.219.866).
Von 1929 bis 1938 war Eisenlohr Oberamtmann und später Landrat im Landkreis Münsingen.
Nach Ausbruch des Zweiten Weltkrieges war Eisenlohr im deutsch besetzten Generalgouvernement als Kreishauptmann in Rzeszów (von September bis Dezember 1939), in Nowy Targ (ab Januar 1940) und in Jaroslau (ab März 1940) eingesetzt. Er leitete die Zwangsumsiedlung der Einwohner zum Bau des SS-Truppenübungsplatz Heidelager und eines weiteren Militärgeländes in Nisko. Am 10. Februar 1942 wurde Eisenlohr zunächst kommissarischer Amtschef im Krakauer Distriktamt. Ab Anfang Juni 1942 wurde Eisenlohr offiziell Nachfolger von Ferdinand Wolsegger auf dem Posten des Amtschefs im Krakauer Distriktamt und bekleidete diese Funktion bis zum Januar 1944. Am 12. Januar 1943 wurde Eisenlohr zusätzlich Vizegouverneur des Distrikts Krakau. Von April 1944 bis August 1944 war Eisenlohr wieder als Kreishauptmann tätig und in Przemysl eingesetzt.
Danach kehrte Eisenlohr auf seinen Landratsposten nach Münsingen zurück und bekleidete diese Funktion bis Kriegsende.
Nach Kriegsende wurde Eisenlohr interniert und wurde gemäß der Moskauer Deklaration, nach der nationalsozialistische Verbrecher an den Ort ihrer Verbrechen zu überstellen waren, am 22. Juli 1947 an die Volksrepublik Polen überstellt. Eisenlohr erhielt am 3. Dezember 1948 in Krakau eine fünfjährige Haftstrafe und verstarb noch während der Haft.